# Gimnomera
Gimnomera is een geslacht van insecten uit de familie van de drekvliegen (Scathophagidae), die tot de orde tweevleugeligen (Diptera) behoort.

## Soorten
- G. castanipes (Becker, 1894)
- G. cerea (Coquillett, 1908)
- G. dorsata (Zetterstedt, 1838)
- G. fasciventris Malloch, 1920
- G. hirta Hendel, 1930
- G. incisurata Malloch, 1920
- G. subvittata (Malloch, 1919)
- G. tarsea (Fallen, 1819)
- G. tibialis (Malloch, 1919)